# 加藤由里子
加藤 由里子（かとう ゆりこ、1986年10月17日 - ）は、元青森テレビのアナウンサーで、TBSスパークル（旧：キャスト・プラス）所属のフリーアナウンサー。

## 経歴
東京都出身。身長165cm。血液型O型。趣味は新体操観戦、ロシア語。
慶應義塾大学総合政策学部卒業後2009年4月に青森テレビへ入社。同局在籍中に地上デジタル放送推進大使を務めた。
2012年4月より青森テレビに入社するきっかけとなったおしゃべりハウスを担当。2015年3月27日の番組最終回では番組への想いを涙ながらに語った。
また、その日に更新したブログで海外の大学院留学を理由に退職を発表。2015年6月まで青森テレビに在籍し、退社後、アメリカカリフォルニア州に留学。現地でインターンシップを体験した。

## 過去の出演番組
- おしゃべりハウス（水 - 金曜、2012年7月から、2012年4月から6月までは、金曜のみ担当）
- ATVニュース
- じしゃばん
- べじたぼー日記
- ATVニュースワイド（2010年4月から特集担当、2011年4月から2012年4月1日までキャスター担当）